# El-Rom
El-Rom (hebr. אל-רום) – kibuc położony w Samorządzie Regionu Golan, w Dystrykcie Północnym, w Izraelu.
Leży na północy Wzgórz Golan u podnóża góry Hermon.
Członek Ruchu Kibuców (Ha-Tenu’a ha-Kibbucit).

## Historia
Kibuc został założony w 1971 w pobliżu moszawu Odem.

## Gospodarka
Gospodarka kibucu opiera się na intensywnym rolnictwie – jabłka, gruszki, truskawki oraz winorośl. W 1984 w kibucu powstało studio telewizyjne El Rom Studios, w którym między innymi opracowuje się dubbing do filmów.